# Cajueiro
Cajueiro là một đô thị thuộc bang Alagoas, Brasil. Đô thị này có diện tích 124,8 km², dân số năm 2007 là 19169 người, mật độ 153,6 người/km².